# Sudáfrica en los Juegos Mundiales de Breslavia 2017
Sudáfrica fue uno de los 102 países que participaron en los Juegos Mundiales de 2017 celebrados en Breslavia, Polonia.
La delegación de Sudáfrica estuvo compuesta por 26 atletas, 12 hombres y 14 mujeres, que compitieron en once deportes.
Sudáfrica ganó un total de una medalla de bronce, con lo cual ocuparon la posición 57 del medallero.
| Oro | Plata | Bronce |
| --- | ----- | ------ |
| 0   | 0     | 1      |

## Delegación

### Billar
| Deportista      | Prueba        | Octavos de final   | Octavos de final | Cuartos de final | Cuartos de final | Semifinal | Semifinal | Final / Tercer puesto | Final / Tercer puesto | Posición  |
| Deportista      | Prueba        | Oponente           | Resultado        | Oponente         | Resultado        | Oponente  | Resultado | Oponente              | Resultado             | Posición  |
| --------------- | ------------- | ------------------ | ---------------- | ---------------- | ---------------- | --------- | --------- | --------------------- | --------------------- | --------- |
| Masculino       |               |                    |                  |                  |                  |           |           |                       |                       |           |
| Peter Francisco | Snooker Mixto | # Soheil Vahedi    | 1:3              | Eliminado        | Eliminado        | Eliminado | Eliminado | Eliminado             | Eliminado             | Eliminado |
| Femenil         |               |                    |                  |                  |                  |           |           |                       |                       |           |
| Nicola Rossouw  | Pool          | # Chihiro Kawahara | 3:9              | Eliminada        | Eliminada        | Eliminada | Eliminada | Eliminada             | Eliminada             | Eliminada |

### Deportes aéreos
| Atleta        | Categoría                      | Ronda 1 | Ronda 2 | Ronda 3 | Ronda 4 | Ronda 5 | Ronda 6 | Ronda 7 | Ronda 8 | Ronda 9 | Ronda 10 | Ronda 11 | Ronda 12 | Puntuación total | posición |
| ------------- | ------------------------------ | ------- | ------- | ------- | ------- | ------- | ------- | ------- | ------- | ------- | -------- | -------- | -------- | ---------------- | -------- |
| Varonil       |                                |         |         |         |         |         |         |         |         |         |          |          |          |                  |          |
| Matteo Pagani | Paracaidismo - Canopy Piloting | 24      | 9       | 34      | 16      | 33      | 36      | 33      | 13      | 15      | 17       | 12       | 34       | 295.000          | 30       |

### Escalada
| Varonil           |        |       |    |           |           |    |
| Adam Ludford      | Bulder | 0t 0b | 12 | eliminado | eliminado | 12 |
| Oliver James Marx | Lead   | 9,50  | 9  | eliminado | eliminado | 9  |

### Gimnasia

#### Aeróbica
| Atleta                                       | Categoría | Claisficación | Claisficación | Final      | Final      | Posición |
| Atleta                                       | Categoría | Puntos        | Posición      | Puntos     | Posición   | Posición |
| -------------------------------------------- | --------- | ------------- | ------------- | ---------- | ---------- | -------- |
| Eventos mixtos                               |           |               |               |            |            |          |
| Happy Ledwaba Wilson Mafona y Dominique Mann | Trío      | 18.516        | 6             | Eliminados | Eliminados | 6        |

#### Rítmica
| Atleta       | Categoría         | Clasificación | Clasificación | Final     | Final    | Posición |
| Atleta       | Categoría         | Puntos        | Posición      | Puntos    | Posición | Posición |
| ------------ | ----------------- | ------------- | ------------- | --------- | -------- | -------- |
| Femenil      |                   |               |               |           |          |          |
| Grace Legote | Pelota individual | 11.800        | 20            | Eliminada |          | 20       |
| Grace Legote | Clavas individual | 10.800        | 22            | eliminada |          | 22       |
| Grace Legote | Aro individual    | 11.500        | 23            | eliminada |          | 23       |
| Grace Legote | Lazo individual   | 10.100        | 22            | eliminada |          | 22       |

#### Trampolín
| Femenil                |                      |        |   |        |   |   |
| Bianca Zoonekynd       | Mini trampolín doble | 68.900 | 2 | 69.000 | 5 | 5 |
| Bianca Zoonekynd       | Tumbling             | 63.000 | 8 | 58.200 | 7 | 7 |
| Varonil                |                      |        |   |        |   |   |
| Sebolai Offering Tlaka | Mini trampolín doble | 65.700 | 7 | 57.900 | 8 | 8 |

### Juego de la soga
| Categoría      | Bajo techo femenil 540 kg |
| -------------- | --- |
| Atletas        | Jancke De Wet Rene Mandy Groenewald Ane Ras Rene Ras Claudia Berna Rix Leonell Steyn Nadine Stoop Catharine Elizabeth Magda Terblanche Samantha Wilmot |
| Fase de grupos | # 0:3 # 3:0 # 0:3 # 3:0 # 0:3 |
| Semifinal      | # 0:3 |
| Tercer puesto  | # 3:0 |
| Posición       | Medalla de bronce |

### Levantamiento de potencia
| Femenil           |             |       |       |       |       |       |    |
| Chantelle Du Toit | Peso Pesado | 162.5 | 110.0 | 160.0 | 432.5 | 422.9 | 10 |

### Muay thai
| Masculino             |       |                     |                                         |           |           |           |           |           |           |           |
| Jarred Craig Rothwell | 67 kg | # Kazbek Sagyndykov | Derrotado por nocaut en el tercer round | Eliminado | Eliminado | Eliminado | Eliminado | Eliminado | Eliminado | Eliminado |

### Remo bajo techo
| Varonil              |                     |            |    |
| Henk Pretorius       | 500 m peso abierto  | 1:17,5 min | 11 |
| Luke Wollenschlaeger | 2000 m peso abierto | 6:07,2 min | 9  |

### Tiro con arco
| Masculino         |                      |     |    |                    |         |                   |           |           |           |           |           |           |           |           |           |
| Septimus Cilliers | Compuesto individual | 702 | 15 | # Juwaidi Mazuki   | 149:147 | # Mike Schloesser | 146:149   | Eliminado | Eliminado | Eliminado | Eliminado | Eliminado | Eliminado | Eliminado |           |
| Riaan Crowther    | Compuesto individual | 679 | 24 | # Rodolfo González | 143:146 | Eliminado         | Eliminado | Eliminado | Eliminado | Eliminado | Eliminado | Eliminado | Eliminado | Eliminado | Eliminado |